# الهيثمية
الهيثمية قرية في ناحية مركز قرى تلكلخ التابعة لمنطقة تلكلخ في محافظة حمص. تقع غرب مدينة حمص قرب الحدود اللبنانية.